# Erzbistum Bangui
Das Erzbistum Bangui (lateinisch Archidioecesis Banguensis) ist ein römisch-katholisches Erzbistum mit Sitz in Bangui in der Zentralafrikanischen Republik. Es umfasst die Präfekturen Ombella-Mpoko und Bangui.

## Geschichte
Papst Pius X. gründete die Apostolische Präfektur Oubangui-Chari am 8. Mai 1909 aus Gebietsabtretungen des Apostolischen Vikariates Oberer Französisch-Kongo. Mit der Apostolischen Konstitution Si christiana res  wurde sie am 2. Dezember 1937 zum Apostolischen Vikariat erhoben.
Am 28. Mai 1940 nahm es die Bezeichnung Apostolisches Vikariat Bangui an. Mit der Päpstlichen Bulle Dum tantis wurde es am 14. September 1955 in den Rang eines Metropolitanerzbistums erhoben.
Teile seines Territoriums verlor es zugunsten der Errichtung folgender Bistümer:
- 28. Mai 1940 an die Apostolische Präfektur Berbérati;
- 14. Juni 1954 an die Apostolische Präfektur Bangassou;
- 18. Dezember 1965 an das Bistum Bambari;
- 10. Juni 1995 an das Bistum Mbaïki;
- 28. Juni 1997 an das Bistum Kaga-Bandoro.

## Ordinarien

### Apostolische Präfekten von Oubangui-Chari
- Pietro Cotel CSSp, 1909–1915
- Giovanni Calloch CSSp, 1915–1927
- Marcel-Auguste-Marie Grandin CSSp, 2. Mai 1928–2. Dezember 1937

### Apostolischer Vikar von Oubangui-Chari
- Marcel-Auguste-Marie Grandin CSSp, 2. Dezember 1937–28. Mai 1940

### Apostolische Vikare von Bangui
- Marcel-Auguste-Marie Grandin CSSp, 28. Mai 1940–4. August 1947
- Joseph Cucherousset CSSp, 9. April 1948–14. September 1955

### Erzbischöfe von Bangui
- Joseph Cucherousset CSSp, 14. September 1955–16. September 1970
- Joachim N’Dayen, 16. September 1970–26. Juli 2003
- Paulin Pomodimo, 26. Juli 2003–26. Mai 2009
  - Dieudonné Nzapalainga CSSp, 26. Mai 2009–14. Mai 2012 (Apostolischer Administrator)
- Dieudonné Kardinal Nzapalainga CSSp, seit 14. Mai 2012

## Statistik
| Jahr | Bevölkerung | Bevölkerung | Bevölkerung | Priester     | Priester           | Priester         | Priester               | Ständige Diakone | Ordensleute | Ordensleute | Pfarreien |
| Jahr | Katholiken  | Einwohner   | %           | Gesamt- zahl | Diözesan- priester | Ordens- priester | Katholiken je Priester | Ständige Diakone | männlich    | weiblich    | Pfarreien |
| ---- | ----------- | ----------- | ----------- | ------------ | ------------------ | ---------------- | ---------------------- | ---------------- | ----------- | ----------- | --------- |
| 1950 | 35.000      | 665.000     | 5,3         | 44           | 2                  | 42               | 795                    |                  | 50          | 28          | 463       |
| 1959 | 79.748      | 480.000     | 16,6        | 57           | 4                  | 53               | 1.399                  |                  | 66          | 85          |           |
| 1969 | 131.805     | 650.000     | 20,3        | 76           | 15                 | 61               | 1.734                  |                  | 82          | 143         | 30        |
| 1978 | 161.662     | 708.978     | 22,8        | 61           | 11                 | 50               | 2.650                  |                  | 69          | 106         | 29        |
| 1990 | 240.317     | 769.000     | 31,3        | 68           | 18                 | 50               | 3.534                  | 1                | 74          | 96          | 32        |
| 1999 | 203.322     | 809.713     | 25,1        | 66           | 27                 | 39               | 3.080                  |                  | 61          | 125         | 22        |
| 2000 | 208.438     | 829.955     | 25,1        | 66           | 28                 | 38               | 3.158                  |                  | 56          | 144         | 25        |
| 2003 | 166.135     | 893.970     | 18,6        | 70           | 42                 | 28               | 2.373                  |                  | 45          | 125         | 25        |
| 2006 | 224.071     | 964.105     | 23,2        | 76           | 42                 | 34               | 2.948                  |                  | 46          | 108         | 25        |
| 2012 | 487.000     | 1.083.000   | 45,0        | 84           | 32                 | 52               | 5.797                  |                  | 66          | 110         | 25        |
| 2015 | 515.000     | 1.218.000   | 42,3        | 119          | 35                 | 84               | 4.327                  |                  | 119         | 154         | 25        |
| 2018 | 544.935     | 1.312.000   | 41,5        | 112          | 40                 | 72               | 4.865                  |                  | 115         | 159         | 26        |